# Juri Upazila
Juri Upazila är ett underdistrikt i Bangladesh. Det ligger i den östra delen av landet, 200 km nordost om huvudstaden Dhaka.
Omgivningarna runt Juri Upazila är en mosaik av jordbruksmark och naturlig växtlighet. Runt Juri Upazila är det mycket tätbefolkat, med 1 221 invånare per kvadratkilometer.